# Stauscheffel
Der Stauscheffel war ein Oldenburger Volumenmaß und ein Maß der vereidigten Makler im Großherzogtum Oldenburg.
- 1 Stauscheffel = 16 ⅛ Kannen (≈ 1,425 Liter) = 1158,45 Pariser Kubikzoll = 22,9794 Liter
- 128 Stauscheffel = 129 gemeiner Scheffel

Im Vergleich zum gemeinen Scheffel war dieser ⅛ Kanne größer.
- 1 Scheffel (gemeiner) = 16 Kannen = 1149,84 Pariser Kubikzoll = 22,8027 Liter (für Kleinhandel)
- 1 Delmenhorster Scheffel = 18 Kannen = 1310,88 Pariser Kubikzoll = 26,003 Liter

Der Scheffel in Vechta hatte auch 18 Kannen aber 26,81 Liter und in Cloppenburg waren 16 Kannen gleich 25,72 Liter. Der Dammener Scheffel mit 20 Kannen und 28,7 Liter sowie der von Jever mit 22 Kannen und 30,87 Liter waren relativ groß. Diese Abweichungen sind durch die unterschiedlichen Kannenmaße zu erklären.